# 野村東太
野村 東太（のむら とうた、1930年1月24日 - 2007年8月21日）は日本の建築学者。横浜国立大学第11代学長・名誉教授。

## 経歴
東京に生まれる。福岡県中学修猷館、旧制福岡高等学校を経て、1955年東京大学工学部建築学科を卒業、1961年同大学院数物系研究科建築学専攻博士課程修了。同年東京大学工学博士。
横浜国立大学工学部建築学科に奉職し、助教授を経て、1970年教授に就任。1992年工学部長を経て、1994年横浜国立大学学長に就任。同名誉教授となる。1997年退官。2001年開学したものつくり大学の初代学長に就任。専門分野は建築計画学、建築設計学（特に医療福祉施設、博物館、給食施設など）。
日本工学アカデミー理事、国立大学協会理事、全日本博物館学会会長、International Council of Museums日本委員会役員、横浜市芸術文化振興財団理事などを歴任。
1994年「博物館に関する一連の研究」により日本建築学会論文賞、1997年横浜文化賞を受賞。
2007年ものつくり大学学長在任中に胆管癌のため東京都中央区の病院で死去。没後、正四位に叙せられ、瑞宝重光章を授与された。

## 著書
- 『ものづくりと人づくり － あした輝くテクノロジストへ』 日刊工業新聞社、2006年